# Cantón de Bélâbre
El cantón de Bélâbre era una división administrativa francesa, que estaba situada en el departamento de Indre y la región de Centro-Valle de Loira.

## Composición
El cantón estaba formado por siete comunas:
- Bélâbre
- Chalais
- Lignac
- Mauvières
- Prissac
- Saint-Hilaire-sur-Benaize
- Tilly

## Supresión del cantón de Bélâbre
En aplicación del Decreto n.º 2014-178 de 18 de febrero de 2014, el cantón de Bélâbre fue suprimido el 22 de marzo de 2015 y sus 7 comunas pasaron a formar parte del nuevo cantón de Saint-Gaultier.